# Ламиссо
Ламиссо (Ламихо; лат. Lamisso или Laimicho) — король лангобардов в начале V века.

## Биография
Сведения о правлении короля Ламиссо содержатся в сочинении VII века «Происхождение народа лангобардов» (глава 2) и в труде Павла Диакона «История лангобардов».
Самого низкого происхождения, Ламиссо был в младенчестве спасён от смерти Агильмундом. Согласно легенде, мать решила утопить Ламиссо вместе с шестью другими своими новорождёнными детьми в пруду. Спасенный королём, Ламиссо получил имя от лангобардского названия пруда — lama. Став королевским воспитанником, ещё до своего вступления на трон Ламиссо прославился как храбрый воин: в легендах сообщается о победе Ламиссо над амазонками.
После гибели короля Агильмунда при набеге болгар (вероятно, имеются ввиду гунны) Ламиссо был избран королём лангобардов. С большим трудом лангобардам удалось одержать над болгарами победу. После этого лангобарды сами начали нападать на соседние народы. При Ламиссо лангобарды проживали на территории между нижним течением Эльбы и Дунаем. Преемником Ламиссо был король Лет.